# La Moixella (Cabó)
La Moixella és una muntanya de 1.652 metres que es troba al municipi de Cabó, a la comarca de l'Alt Urgell.